# Dei seung chui keung
Dei seung chui keung (conocida en España como Reto extremo) es una película de acción y aventura de 2001, dirigida por Wei Tung, escrita por Jian Zhang Chen, Diao Hai Jiang y Max Yip, el elenco está conformado por Ken Chang, Patricia Ja Lee, Jacquline Li y Jun Ngai Yeung, entre otros. El filme se estrenó el 13 de septiembre de 2001.

## Sinopsis
Una compañía deportiva quiere lograr algo histórico transmitiendo en vivo el primer torneo de artes marciales en la red.